# Diastata cervinala
Diastata cervinala är en tvåvingeart som beskrevs av Chandler 1987. Diastata cervinala ingår i släktet Diastata och familjen sumpskogsflugor. Arten är reproducerande i Sverige. Inga underarter finns listade i Catalogue of Life.